# كلوستريديوم شعري الشكل
كلوستريديوم بيليفورم أو كلوستريديوم شعري الشكل هي بكتيريا سالبة غرام لاهوائية، متحركة.

## روابط خارجية
- "كلوستريديوم شعري الشكل". دليل الحياة. ITIS. أنواع 2000.{{استشهاد ويب}}:  صيانة الاستشهاد: آخرون (link)
- (بالfr+en) مرجع موسوعة الحياة (EOL) : كلوستريديوم شعري الشكل